# Бизи, Сабах
Сабах Бизи (алб. Sabah Bizi; 13 ноября 1946 года, Шкодер, Албания — 16 января 2025 года) — албанский футболист, игравший за команды «Влазния» и «Партизани», а также за национальную сборную Албании.

## Клубная карьера
В 1965—1968 годах играл за «Влазнию». В 1968 году Сабах Бизи пошел в армию, где его заставили играть за «Партизани». После трех лет службы в армии Бизи вернулся во «Влазнию» вопреки воле армейского «Партизани». В то время один из высших руководителей НСРА посетил Шкодер, чтобы посмотреть, как строится гидроэлектростанция HEC Ashtë, и рабочие, участвовавшие в строительстве, потребовали вернуть футболиста обратно «Влазнии» при условии, что они завершат строительство гидроэлектростанции до указанного срока. После переговоров Сабах Бизи перешёл во «Влазнию», где играл ещё 11 лет и закончил карьеру. Сабах Бизи вместе с «Влазнией» и «Партизани» выиграл 4 чемпионских титула в сезонах 1970/71, 1971/72, 1973/74, 1977/78.

## Тренерская карьера
В 1986—1987 годах тренировал «Велечику». В 1995 году возглавил «Влазнию». В 2000-х был тренером молодёжной команды «Ада».

## Международная карьера
Сабах Бизи дебютировал за Албанию в отборе на чемпионат Европы 6 апреля 1967 года против Западной Германии. Свой первый гол забил в ворота Румынии. Его последний матч за сборную Албании состоялся 3 ноября 1976 года против Алжира. Всего за сборную Албании Сабах Бизи сыграл 15 матчей, забив 1 гол.

## Смерть
Умер 16 января 2025 года.

## Достижения
- Победитель чемпионата Албании: 1970/71, 1971/72, 1973/74, 1977/78.